# Antandrus (stad)
Antandrus (Oudgrieks: Ἂντανδρος, Ántandros, het huidige Antandro) was een stad aan de Adramyttische Golf in Mysië of Troas, aan de voet van de Ida.
De stad werd gezegd door Pelasgen of Leleges te zijn gesticht, en door Aetoliërs vergroot.
Hier zou Aeneas zich hebben ingescheept. Hier werd ook na de Slag bij Cyzicus (410 v.Chr.) met Perzisch geld een nieuwe vloot voor Sparta gebouwd.